# Václav Větvička (botanik)

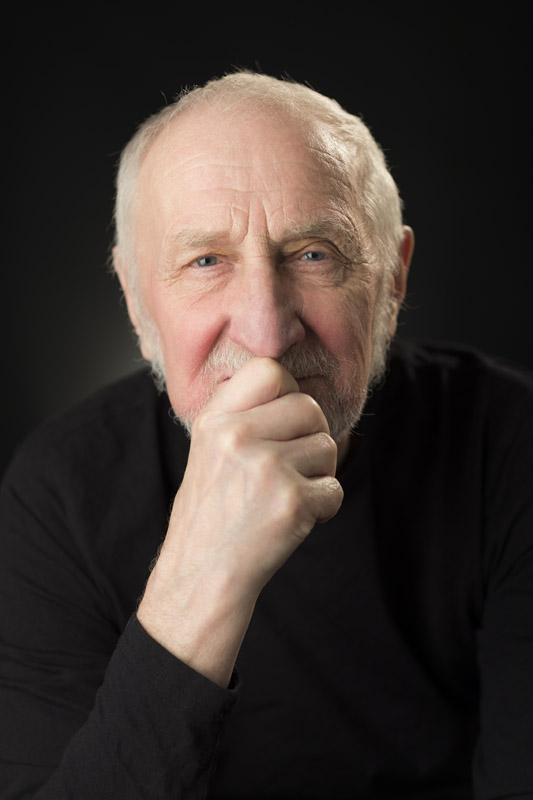
biolog a publicista Václav Větvička

Václav Větvička (* 13. ledna 1938 Praha) je český biolog, publicista a popularizátor vědy.

## Život
Po otci (JUC. Bedřich Větvička; 1889–1939) pochází ze starého východočeského rodu z širokého okolí Opočenska. Nejstarší písemně zaznamenaný předek byl v roce 1580 konšelem v Českém Meziříčí. Z do dnešního dne zaznamenaných 13 generací je 18. Václavem.
Matka Bohuslava Mrázková (1898–1993, reformní učitelka) pocházela ze Sedlčan jako potomek mj. mlynářského rodu Havlíčků;.
Rodiče Václava XVIII. Větvičky bydleli v Mnichově Hradišti, Václav se narodil v Praze u Apolináře. Po smrti otce (1939) se rodina přestěhovala do Modřan (1942, dnes Praha 12), kde Václav XVIII. žije dodnes. Základní (tehdy obecnou a měšťanskou) školu absolvoval v Modřanech, v Peci pod Sněžkou, v Praze Braníku a opět v Modřanech, střední školu (19. jedenáctiletku) pak opět v Braníku; maturoval v roce 1956. V letech 1956–1961 studoval na Přírodovědecké fakultě Univerzity Karlovy v Praze, kterou absolvoval v oboru geobotanika v roce 1961.V letech 1961 až 1963 působil jako voják základní služby na jižní Moravě.
V roce 1963 byl přijat ke studijnímu pobytu v tehdejší Botanické zahradě ČSAV v Průhonicích. Po sloučení zahrady s Botanickým ústavem ČSAV v něm pracoval až do roku 1992. V letech 1976 až 1992 spravoval Pokusnou a aklimatizační zahradu Botanického ústavu ČSAV v Černolicích. V letech 1984 a 1985 a posléze 1990 až 1992 byl vedoucím Průhonického parku. V letech 1973 až 1988 působil v redakci časopisu nakladatelství Academia Živa (naposled jako zástupce vedoucího redaktora); byl členem redakční rady knižní edice Živou přírodou tohoto časopisu. Na základě výsledků výběrového řízení byl ustanoven ředitelem Botanické zahrady Přírodovědecké fakulty UK, v níž pracoval v letech 1992 až 2007. Za 15 let působení se mu podařilo vrátit zahradě někdejší tvář (podle vlastního motta. Botanická zahrada je zelenou vizitkou Karlovy univerzity), rozšířit ji o odpočinkové refugium, upravit exteriéry a hlavně ideově navrhl a inicioval výstavbu nových tropických a subtropických skleníků (1996–2000). V září 2007 ukončil pro vysoký věk své působení na univerzitě a odešel jako vedoucí zámeckého parku do Štiřína, kde působil do roku 2020; v posledních letech jen jako dendrolog. Od roku 1998 do 2020 byl odborným garantem a konzultantem Hamzova arboreta v Luži pod Košumberkem. Je členem Československé / České botanické společnosti.

## Osobní aktivity mimo hlavní povolání
Odborná činnost
Od studijních let se zabýval především dendrologií. Dendrologická byla už jeho diplomová práce, po příchodu do ČSAV se věnoval dendrochronologii a zámeckým parkům (včetně průhonického) a jejich dřevinám. V letech 1964 až 1992 se specializoval na rod Rosa. který zpracoval jak do Flory Slovenska, tak do velké Květeny ČR a s tím spojených určovacích klíčů; dendrologické články publikoval v odborném tisku.
Publikační a publicistická činnost
I když výčet není úplný, je zatím zaznamenáno (písemně, knižně, časopisecky, projekčně, přednáškovou činností, provázením a výkladem při exkurzích, autorským čtením ad.) do r. 2007 2440 položek (AV, UK), po roce 2007 dalších 1990 (Štiřín) Vedle řady vědeckých článků to jsou především popularizační příspěvky (úhrnem 4430 položek).
Publikoval v časopisech Živa, Vesmír, Preslia, Naše rodina, Kouzelná orchidea, Receptář, Zahrádkář, Meduňka, Nika, Nová botanika etc. etc., a v denním tisku a populárních periodikách
Do roku 1990 připravil a realizoval v průhonickém zámku 33 výstav (převážně fotografií), od roku 1993 do roku 2007 inicioval, realizoval (často navrhoval a instaloval) ve sklenících a exteriérech Botanické zahrady Přírodovědecké fakulty UK více než 100 výstav (rostliny, živočichové, obrazy, grafika,.keramika, plastiky ad.) Ve Štiříně (2007–2019) při akcích Rozkvetlý Štiřín a Den Hanuše Ringhoffera pravidelně instaloval výstavy fotografií, keramiky, plastik ad.
Projekční činnost (návrhy a realizace soukromých i veřejných zahrad) – ca 100 položek

## Vybrané publikace
Zvukové nosiče:
- Václav Větvička a Senior Dixieland Praha,live / 18. 9. 2004
- V. Větvička čte z knihy Moje květinová dobrá jitra (2007)
- Večer s Václavem Větvičkou (2010)
- Fejetony načtené pro kampaň Kniha ti sluší (2016)

Knižní tituly české
Vlastní s rozmanitými ilustrátory; (přeložené do cizích jazyků jsou označeny *)). Beletrii si ilustroval sám vlastními perokresbami.
- 2020 Krok za krokem celým rokem (Vašut, Praha)
- 2018 Jak voní můj domov (Vašut, Praha)
- 2018 Procházky Hamzovým arboretem (Hamzova léčebna, Luže)
- 2017 Pod dubem, za dubem (Vašut, Praha)
- 2017 Stromy a keře, mé životní lásky (Aventinum, Praha; rozšíř. vyd. ještě 2018)
- 2016 Vlastivěda krajiny mého srdce (Vašut, Praha)
- 2014 Cestou necestou českou krajinou (Vašut, Praha)
- 2012 Korálky na šňůrce života (Vašut, Praha)
- 2012 Rostlinní obři (Rebo productions.cz)
- 2010 Poutník okouzlený rodnou zemí (Vašut, Praha)
- 2010 Návraty na místa činů (Přírodopis podle Větvičky) – Radioservis, Praha
- 2008 Herbář pod polštář (Vašut,Praha)
- 2006 Moje růžová dobrá jitra (Vašut Praha)
- 2005 Něco pro zahřátí duše (Vašut, Praha)
- 2004 Moje vzpomínková dobrá jitra (Vašut, Praha)
- 2003 (2005, 2016) Moje květinová dobrá jitra (Vašut, Praha)
- 2001 Růže (Aventinum, Praha) *)
- 1999 (2003) Evropské stromy (Aventinum Praha) *)
- 1999 (2007) Letničky a dvouletky (Artia/Aventinum, Praha; celkem 5 vydání)
- 1997 Růže – (Brio, Praha) *)
- 1997 (2018) Rostliny na poli a v lese (Artia/Aventinum Praha, celkem 9 vyd.) *)
- 1996 (2007) Trvalky (Artia/Aventinum; *)
- 1995 Okrasné keře (X-egem Praha,) *)
- 1994 Z luk a mezí do zahrady (Granit, Praha)
- 1984 ( 2001) Stromy a keře (Artia/Aventinum; celkem 35 vydání) *)
- 1981 (až 2009) Rostliny na louce a u vody (Aventinum/Artia, Praha; celkem 8 vydání)*)

Společné (přeložené do cizích jazyků jsou označeny *)
- 2019 Zámecké zelené komnaty (s fotografem J.Redekem; Vašut, Praha)
- 2017 Život se stromy (Dokořán, Praha in Hrušková M., Větvička V. et all.)
- 2016 Trávy, traviny a trávníky (Aventinum, s Jaromírem Šikulou)
- 2014 Stromy z Ráje českého (Město Turnov; M.Hrušková, V.Větvička et al.)
- 2013 Jakou cenu má Rozkvetlý Štiřín (Aventinum, Praha; s V. Hrubým)
- 2013 Český, Česká, České Česko (Vašut, Praha, foto Jan Rendek)
- 2013 Sázava, řeka protkaná železnicí (Vašut, Praha; s J.Rendekem)
- 2012 Aleje (Mladá fronta, Praha - M.Hrušková, V.Větvička et all.)
- 2012 Botanický slovník rodových jmen (Aventinum, Praha s A.Skalickou a V.Zeleným)
- 2009 Berounka, řeka bez pramene (Vašut, Praha; s J.Rendekem)
- 2009 Mahagon, měsíček a špenát (Exotické rostliny v našem životě).-Akcent, Třebíč; s prof. Erichem Václavem)

- 2007, 2008 Vltava (Vašut, Praha; s J.Rendekem)
- 2000 Rostliny na každém kroku (Granit, Praha s J.Kolbekem)
- 1988 (a 1991) Zelená kuchyně (Lidové nakladatelství Praha; s Janem Jeníkem pod „pseudonymem“ Sergej Skorňakov)
- 1983 Život hor (Albatros Praha, s J. Jeníkem; 1978, Artia/Dausien)*
- 1982 Život rybníků a jezer (Albatros Praha, s J. Jeníkem; 1977 Dausien/Artia)*

Překladové (včetně úprav a doplnění textu)
- 2020 J-J. Labat: Masožravé rostliny (Vašut, Praha)
- 2016 Vysoké záhony (Vašut, Praha)
- 2015 Röllje K.et F.: Orchideje (Vašut, Praha)
- 2012 Sokolowski I., Toll C.: Můj první herbář (Vašut, Praha)
- 2011 Simonová H.: Zahrada, vaše radost po celý rok (Vašut, Praha)
- 2007 Flemingová A.: Pokojové rostliny – zelený ráj krok za krokem (Svojtka, Praha)
- 2007 Tajemství dědečkovy zahrádky (Readreś Dgest Výběr, Praha)
- 2006 Braun-Bernhardtová U.: Začínáme se zahrádkou (Vašut, Praha)
- 2006 Adams K.: Cibuloviny, nejkrásnější druhy a odrůdy Rebo productions.cz, Čestlice)
- 2005 (2007) Mayer J., Strauss F.: Balkonové a přenosné rostliny (Svojtka, Praha)
- 2005 Braun-Bernhardtová U.: Bylinky a koření (Vašut, Praha)
- 2004 Lexikon růží (Rebo productions.cz, Čestlice)
- 2004 Leyhe U.: Trávy, traviny a kapradiny (Rebo productions.cz, Čestlice)
- 2004 Nonn H.: Trávník snadno a rychle (Vašut, Praha)
- 2004 Rausch A., Lotz B.: Lexikon bylinek (Rebo productions.cz, Čestlice)
- 2004 (Anonymus): Zahrada v kořenáčích Reader’s Digest Výběr Praha)
- 2004 Leute A.:Zahrada růží (Svojtka, Praha´)
- 2003 Scholzová A.: Skalka (Vašut, Praha)
- 2003 Sator G.: Feng šuej; pokojové rostlily jako zdroj energie (Vašut, Praha
- 2003 Cibuloviny (Rebo productions cz. Čestlice)
- 2003 Schmidt H.M.: Skalky a skalničky, nejkrásnější rostliny Rebo productions.cz)
- 2002 Plaménky (Vašut, Praha)
- 2002 (2015) Kögelová A.: Rododendrony a azalky (Vašut, Praha)
- 2000 Riedmiller A.: Pelargonie a kakosty._ (Vašut, Praha)
- 2000 (Anonymus): Naše příroda; živočichové a rostliny střední Evropy (Rieders Digest Výběr Praha; botanická část)
- 2000 Greinerová K.: Květiny na zahrady a balkony.-(Vašut, Praha)
- 1999, 2018 Scheuermannová I.: Akvarijní rostliny (Vašut, Praha,; s B. Sochorovpu
- 1999 Encyklopedie záhonových rostlin (Rebo productions.cz; s P.Koudelkovou)
- 1998 Encyklopedie přenosných rostlin (Rebo productions cz; s L.Helebrantem)
- 1998 Jacobi K.H.: Okrasné keře /Okrasné kry (Príroda, Bratislava)
- 1997 Kloast Noordhuis: Kvetoucí cibulové a hlíznaté rostliny (Rebo productions.cz Praha
- 1997 Zahrada vaše radost po celý rok (Svojtka a Vašut, Praha)
- 1997 Rostliny pro váš byt (Svojtka a Vašut. Praha)
- 1997 Zahradní květiny (Svojtka a Vašut, Praha)
- 1996 van Dijk H.: Růže (Rebo productions.cz)
- 1995 Hertle B: Zahradní květiny (Svojtka a Vašut Praha)
- 1995 (2014) Heitzová H. Pokojové rostliny (Svojtka a Vašut, Praha)
- 1994 (až 2004) L. Bremnessová: Bylinář (Fortuna Print Praha – celkem 7 vydání)

Ostatní mediální a popularizační činnost
Od 80. let 20. století až do roku 2009 vystupoval autorsky v Československém / Českém rozhlase, zprvu v pořadu Meteor (ČRo 2), později na ČRo stanice Leonardo (blok Vstupte!)
Od roku 1995, soustavně od roku 1997 autorsky vytvářel na stanici ČRo Dvojka (dříve Praha) nedělní ranní pořad (od 5 do 8 hod.) Dobré jitro z Prahy / Dobré ráno z Dvojky. K 1. lednu 2021 to je 118 tříhodinových pořadů. Poslední vysílání se uskutečnilo 1. 8. 2021.
Podílel se na řadě TV pořadů se zahradnickou/zahrádkářskou tematikou (např. Receptář v letech 1992–2019), ale i v ranních a příležitostních pořadech (Krásný ztráty, Banánové rybičky, Na plovárně, Rumba show, Všechnopárty atd.)
Režisérka J. Hádková o něm natočila medailon do řady GEN České televize (2017)
Stál u kolébky Tisu, Svazu ochránců přírody a krajiny
Ocenění
- 2019 30. října mu byla udělena Cena Rady vlády pro výzkum, vývoj a inovace
- 2018 28. října 2018 mu president republiky udělil státní vyznamenání, Medaili za zásluhy v oblasti vědy I. stupně.
- 2014 Posluchači a Český rozhlas ho vyhlásili Šarmantní osobností roku 2013
- 2005 Přírodovědecká fakulta UK v Praze mu udělila Pamětní medaili k 650. výročí založení univerzity a Medaili Za zásluhy
- Akademie věd ČR mu v roce 2004 udělila Medaili Vojtěcha Náprstka za popularizaci vědy